# IC10
Der IC10 ist eine übergeordnete Ergänzungsverkehrsstrecke (itinerário complementar) in Portugal.
Sie führt derzeit von Santarém 10,8 Kilometer ostwärts nach Almeirim, wo sie in die Autobahn A13 mündet. Dabei überquert sie auf der Ponte Salgueiro Maia den Tejo. Dieser Abschnitt wurde im Juni 2000 dem Verkehr übergeben.
Geplant sind zwei weitere Ausbaustufen: die erste Stufe sieht eine Verlängerung zwischen Almeirim und Coruche vor, die zweite die Verlängerung bis Montemor-o-Novo, wo ein Anschluss zur Autobahn A6 hergestellt werden soll.

## Übersicht
| Abschnitt                        | Stand (2011)              | km   |
| -------------------------------- | ------------------------- | ---- |
| Santarém – Almeirim ( A13 )      | in Betrieb seit Juni 2000 | 10,8 |
| Almeirim – Coruche               | in Planung                | 33   |
| Coruche – Montemor-o-Novo ( A6 ) | in Planung                | 46   |